# Château de Mazerolles
Le château de Mazerolles est un château situé à Salins dans le Cantal.

## Histoire
Les parties les plus anciennes sont du xvie siècle. Le donjon édifié en 1580 est partiellement reconstruit au xixe siècle. Le logis date des xvie et xviie siècles.  
Ce château fait l’objet d’une inscription au titre des monuments historiques depuis le 18 novembre 2002. Il est la propriété d'une société privée.